# Carl Haslinger (Verleger)
Carl Haslinger (* 11. Juni 1816 in Wien; † 26. Dezember 1868 ebenda) war ein österreichischer Komponist, Pianist und Musikverleger.

## Leben
Der Sohn des Verlegers Tobias Haslinger besuchte zunächst vier Klassen im Akademischen Gymnasium und erhielt dann eine musikalische Ausbildung. Im Klavierspiel wurde er von Carl Czerny, in der Kompositionslehre von Ignaz von Seyfried unterrichtet. Seinen ersten öffentlichen Auftritt hatte er im Alter von 18 Jahren. Es folgten Tourneen durch die Donaumonarchie, bis Haslinger nach einer Erkrankung im Jahr 1859 seine rechte Hand nur noch eingeschränkt gebrauchen konnte.
Nach dem Tod seines Vaters 1842 übernahm er, zunächst zusammen mit seiner Mutter, den Musikverlag. 1843 wurde das Geschäft neu am Kohlmarkt (heutige Adresse: Graben 19) eröffnet und war berühmt für seine zahlreich aufgestellten Büsten von Komponisten. Nach dem Tod seiner Mutter Caroline war er ab 1848 alleiniger Inhaber und agierte sehr erfolgreich. Zu den Komponisten, die er neu ins Verlagsprogramm aufnahm, gehörten Johann Strauss, Josef Strauss, Eduard Strauß und Carl Michael Ziehrer. In Zusammenarbeit mit Josef Kriehuber entstanden die meisten Künstlerporträts des Verlages. Haslinger veranstaltete sowohl in seinem Lokal als auch in verschiedenen Sälen Wiens Konzerte.
Nach seinem Tod führte seine Witwe Josephine mit zwei Prokuristen den Verlag noch bis zum Verkauf an Robert Emil Lienau am 9. Dezember 1875 weiter.
Bestattet wurde Haslinger auf dem Matzleinsdorfer Friedhof. Im April 1888 wurden seine und die Überreste seiner Eltern exhumiert und nach Windischgarsten transferiert. Das dortige Grab der Familie Haslinger ist heute verschollen.

## Werke
Haslinger hinterließ einige hundert Kompositionen, darunter Klavier- und Kammermusik; Lieder, Chöre, geistliche Musik, Tanzmusik (Walzer, Polkas etc.), Märsche und Wienerlieder.